# Talles Magno
Talles Magno Bacelar Martins (Rio de Janeiro, 26 de junho de 2002) é um futebolista brasileiro que atua como ponta-esquerda. Atualmente joga no Corinthians, emprestado pelo New York City.

## Carreira

### Início
Talles entrou para o time de futsal do Vasco aos 6 anos, mas ficou pouco tempo, por não ter condições financeiras para o transporte. Retornou ao clube para fazer outro teste, com 10 anos de idade, desta vez no campo. Chamou a atenção do coordenador da base na época, Ricardo Lopes, que o colocou no time. Nessa época, o time ia disputar um torneio em Portugal, mas como Talles não tinha dinheiro, nunca havia tirado um passaporte. Como o Vasco não iria custear o passaporte, o ex-coordenador Ricardo conseguiu 2 camisas do clube para fazer uma rifa para arrecadar o dinheiro. Algumas pessoas também ajudaram, mas não chegaram ao valor necessário para conseguirem. Então, o patrão do pai emprestou o restante que faltava, e Talles conseguiu ir e não saiu mais do clube. Passou por todas as categorias de base, até estreiar como profissional em 2019.

### Vasco da Gama
Talles estreou pelo Vasco no dia 2 de junho de 2019, na derrota por 1–0 para o Botafogo, na 7° rodada do Brasileirão, substituindo Tiago Reis. Talles se tornou o jogador mais jovem a estreiar com a camisa do Vasco no século XXI, com 16 anos, 11 meses e 2 dias, superando o meia Paulinho.
Já seu 1° gol como profissional, aconteceu na vitória por 2–0 sobre o São Paulo em sua 7° partida do Brasileirão 2019, aproveitando a bola escorada por Leandro Castán. Desfalcou o Vasco da 27° rodada do brasileirão até o final, em virtude da convocação a seleção brasileira sub-17 para o mundial da categoria. Porém, acabou se lesionando e ficou de fora do restante do mundial, após sentir a coxa aos 47 minutos do 2° tempo contra o Chile, partida vencida pelo Brasil por 3–2. Talles havia jogado as 4 partidas que o Brasil disputou até o momento de sua lesão, marcando 2 gols e também foi campeão do torneio com a seleção, que venceu o México de virada por 2–1, com gols marcados por Kaio Jorge, e Lázaro. Ele foi incluído no "Next Generation 2019" do The Guardian.
Em 2020, Talles sofreu uma lesão no quinto metatarso quando estava de férias no carnaval, após pisar em falso numa pedra. Passou quase 3 meses se recuperando da lesão, enquanto os torneios estavam parados por causa do coronavirus. Reestreou na volta do campeonato carioca, na vitória por 3–1 contra o Macaé, válido pela 4° rodada do carioca. Depois de muitas críticas por suas atuações abaixo do esperado, Talles marcou um gol e teve uma boa atuação na vitória por 3–0 sobre o Botafogo, válido pelo campeonato brasileiro.

### New York City
No dia 17 de maio de 2021, Talles foi oficialmente vendido ao New York City, dos EUA, por 15 milhões de dólares (equivalente a 63 milhões de reais). O contrato do atleta com o clube estadunidense vale por duas temporadas. No dia 6 de Dezembro de 2021, Talles entrou em campo na final da Conferência Leste contra o Philadelphia Union aos 13 minutos do segundo tempo, mas isso não lhe foi empecilho, pois aos 43 minutos, depois de um passe do islandês Guðmundur "Gudi" Þórarinsson, Talles empurra a bola para o fundo do gol. Tal feito rendeu o primeiro título da história do clube e uma vaga na final da MLS do mesmo ano.
Em 12 de dezembro de 2021, na semana posterior ao título da Conferência Leste, Talles entra em campo na final da MLS durante a prorrogação. Seu time enfrentava o Portland Timbers (campeão da Conferência Oeste) que havia empatado o jogo no tempo regulamentar em 1-1. O jogo perdurou até os pênaltis onde Magno não desperdiçou sua  cobrança (a terceira) e viu seu clube levantar mais um troféu após os 4-2 nas penalidades. Com isso, Talles também é o jogador mais jovem a ser campeão da Major League Soccer.

### Corinthians
Em 9 de agosto de 2024, foi anunciado pelo Corinthians por empréstimo até julho de 2025, com opção de prorrogação e preferência de compra. Fez a sua estreia e marcou seu primeiro gol com a camisa do Corinthians no dia 10 de agosto de 2024, no empate por 1-1 contra o Red Bull Bragantino, na Neo Química Arena, pelo Campeonato Brasileiro 2024. Após 2 jogos disputados, o atleta foi apresentado oficialmente no dia 15 de agosto de 2024, no CT joaquim Grava. Em 27 de março de 2025, sagrou-se campeão do Campeonato Paulista 2025 após o empate contra o Palmeiras por 0x0, porém o jogo de ida o Corinthians venceu por 1-0. No dia 3 de abril de 2025, o Corinthians, o jogador e os representantes do New York City, dos Estados Unidos, chegaram a um acordo e assinaram a renovação do empréstimo até o fim desta temporada. Para ficar com o atleta por mais seis meses, o Timão precisou desembolsar um valor previsto em contrato - diretoria alvinegra vai pagar cerca de R$ 5 milhões, condição imposta pelo Grupo City.

## Seleção Brasileira

### Sub-17
Convocado para a Seleção Brasileira Sub-17 desde 2018, Talles disputou a Copa do Mundo FIFA Sub-17 de 2019, no Brasil, onde a equipe conseguiu conquistar o título.

## Estatísticas
Atualizado até 11 de agosto de 2025.

### Clubes
| Equipe            | Temporada         | Campeonato nacional | Campeonato nacional | Campeonato nacional | Copa nacional | Copa nacional | Copa nacional | Competições continentais | Competições continentais | Competições continentais | Outros torneios | Outros torneios | Outros torneios | Total | Total | Total   |
| Equipe            | Temporada         | Jogos               | Gols                | Assist.             | Jogos         | Gols          | Assist.       | Jogos                    | Gols                     | Assist.                  | Jogos           | Gols            | Assist.         | Jogos | Gols  | Assist. |
| ----------------- | ----------------- | ------------------- | ------------------- | ------------------- | ------------- | ------------- | ------------- | ------------------------ | ------------------------ | ------------------------ | --------------- | --------------- | --------------- | ----- | ----- | ------- |
| Vasco da Gama     | 2019              | 15                  | 2                   | 0                   | —             | —             | —             | —                        | —                        | —                        | —               | —               | —               | 15    | 2     | 0       |
| Vasco da Gama     | 2020              | 34                  | 3                   | 2                   | 4             | 0             | 2             | 5                        | 0                        | 1                        | 6               | 0               | 0               | 49    | 3     | 5       |
| Vasco da Gama     | 2021              | 0                   | 0                   | 0                   | 1             | 0             | 0             | 0                        | 0                        | 0                        | 3               | 0               | 0               | 4     | 0     | 0       |
| Vasco da Gama     | Total             | 49                  | 5                   | 2                   | 5             | 0             | 2             | 5                        | 0                        | 1                        | 9               | 0               | 0               | 68    | 5     | 5       |
| New York City     | 2021              | 18                  | 3                   | 0                   | –             | –             | –             | –                        | –                        | –                        | –               | –               | –               | 18    | 3     | 0       |
| New York City     | 2022              | 35                  | 8                   | 8                   | 3             | 0             | 0             | 7                        | 3                        | 0                        | –               | –               | –               | 45    | 11    | 8       |
| New York City     | 2023              | 30                  | 4                   | 2                   | 1             | 0             | 0             | 3                        | 0                        | 1                        | –               | –               | –               | 34    | 4     | 3       |
| New York City     | 2024              | 3                   | 1                   | 0                   | –             | –             | –             | 1                        | 0                        | 0                        | –               | –               | –               | 4     | 1     | 0       |
| New York City     | Total             | 86                  | 16                  | 10                  | 4             | 0             | 0             | 7                        | 3                        | 0                        | 0               | 0               | 0               | 101   | 19    | 11      |
| Corinthians       | 2024              | 14                  | 2                   | 1                   | 2             | 0             | 1             | 3                        | 1                        | 1                        | –               | –               | –               | 19    | 3     | 3       |
| Corinthians       | 2025              | 16                  | 1                   | 1                   | 3             | 0             | 2             | 9                        | 0                        | 0                        | 12              | 5               | 1               | 40    | 6     | 4       |
| Corinthians       | Total             | 30                  | 3                   | 2                   | 5             | 0             | 3             | 12                       | 1                        | 1                        | 12              | 5               | 1               | 59    | 9     | 7       |
| Total na carreira | Total na carreira | 165                 | 24                  | 14                  | 14            | 0             | 5             | 24                       | 4                        | 2                        | 21              | 5               | 1               | 228   | 33    | 23      |

### Seleção Brasileira
Expanda a caixa de informações para conferir todos os jogos deste jogador, pela sua seleção nacional.
Sub-17
|    | Data                   | Local                 | Resultado | Adversário    | Gol(s) | Competição                |
| -- | ---------------------- | --------------------- | --------- | ------------- | ------ | ------------------------- |
| 1. | 30 de novembro de 2018 |                       | 0–4       | Portugal      | 0      | Amistoso                  |
| 2. | 8 de setembro de 2019  | Keys Park, Hednesford | 1–1       | Inglaterra    | 1      | Amistoso                  |
| 3. | 26 de outubro de 2019  | Bezerrão, Gama        | 4–1       | Canadá        | 0      | Copa do Mundo Sub-17 2019 |
| 4. | 30 de outubro de 2019  | Bezerrão, Gama        | 3–0       | Nova Zelândia | 1      | Copa do Mundo Sub-17 2019 |
| 5. | 1 de novembro de 2019  | Olímpico, Goiânia     | 2–0       | Angola        | 1      | Copa do Mundo Sub-17 2019 |
| 6. | 6 de novembro de 2019  | Bezerrão, Gama        | 3–2       | Chile         | 0      | Copa do Mundo Sub-17 2019 |

## Títulos
Vasco da Gama
- Taça Rio: 2021

New York City FC
- Conferência Leste (MLS) (Playoffs): 2021
- MLS Cup: 2021
- Campeones Cup: 2022

Corinthians
- Campeonato Paulista: 2025[27]

Seleção Brasileira de Futebol Sub-17
- Copa do Mundo FIFA Sub-17: 2019

### Prêmios individuais
- 60 jovens promessas do futebol mundial de 2019 (The Guardian)[28]
- Prêmio NXGN 2021[29]
- Melhor Jogador Jovem da Liga dos Campeões da CONCACAF de 2022[30]
- Melhor XI da Liga dos Campeões da CONCACAF de 2022[31]